# Toxicocalamus stanleyanus
Espèce
Toxicocalamus stanleyanus est une espèce de serpents de la famille des Elapidae.

## Répartition
Cette espèce est endémique de Nouvelle-Guinée.

## Publication originale
- Boulenger, 1903 : Descriptions of new reptiles from British New Guinea. Proceedings of the Zoological Society of London, vol. 1, n. 2, p. 125-129 (texte intégral).